# طب الفترة المحيطة بالجراحة
يصف مصطلح طب الفترة المحيطة بالجراحة المشاورات أو الرعاية أو القرارات المشتركة بشأن المريض الذي يخضع للجراحة، ويشترك في القيام بهذه الإجراءات كلٌ من طبيب التخدير، وطبيب العناية المركزة، واختصاصي الطب الباطني أو طبيب المشفى.

## الخلفية
يشمل طب الفترة المحيطة بالجراحة تقديم الرعاية اللازمة للمريض في تحضيرات ما قبل العملية الجراحية وخلالها وأثناء فترة النقاهة. في طب الفترة المحيطة بالجراحة، يعمل كل من الجراح وطبيب التخدير وطبيب العناية المركزة والاستشاريين الطبيين في منظومةٍ متكاملة. وتشمل المعرفة الطبية الخاصة بهذا المجال معرفة المخاطر والمضاعفات التي يمكن أنْ تحدث أثناء العمليات الجراحية، والعلم بالمخاطر المرتبطة بالمريض، والإلمام بالأساليب المتبعة للحد من المخاطر، والعلم بكيفية السيطرة على المشاكل المرضية خلال تلك الفترة. وتتوسع الأدلة التي تدعم أفضل الممارسات في طب الفترة المحيطة بالجراحة، على الرغم من أن هذا المجال قد تم توجيهه بمرور الوقت من خلال الممارسات الشائعة والخبرات. ويظل هذا المجال خاضعًا في المقام الأول للمهارات الطبية.
والجدير بالذكر أنه في العقد الماضي كانت هناك جهود متضافرة تبذلها مختلف هيئات التخدير التمثيلية لإدراج أكبر عددٍ من طرق التدريس في إدارة شئون المرضى خلال الفترة السابقة للقيام بالعملية الجراحية. وبشكل خاص، عُقدت قمة سنوية في الولايات المتحدة، كما توجد العديد من الدورات التدريبية لتشجيع هذا المجال الطبي.

## وصلات خارجية
- Perioperative Medicine Short Course
- Perioperative Medicine Summit
- Perioperative Interactive Education (PIE) - online learning resource